# Hochwasser in der Schweiz 2007
Das Hochwasser in der Schweiz 2007 war bereits das vierte Jahrhunderthochwasser in der Schweiz seit 1999.
Nach starken Regenfällen vorwiegend im Schweizer Mittelland, der Romandie und der Nordwestschweiz traten am 8. und 9. August 2007 zahlreiche Bäche und Flüsse über die Ufer, überfluteten zahlreiche Ortschaften und unterbrachen Verkehrsverbindungen. Es waren einige Verletzte, aber keine (direkt durch das Hochwasser verursachten) Todesfälle zu beklagen.
Dabei wurden teilweise dieselben Gebiete wie im Alpenhochwasser 2005 betroffen, teilweise aber auch andere Gebiete. Die Voralpen blieben im Gegensatz zu 2005 weitgehend verschont. Die gefallenen Regenmengen (so fiel z. B. in Zürich innert 24 Stunden mehr Regen als üblicherweise im ganzen August) übertrafen teilweise die Werte von 2005. Ebenso führten die Flüsse zum Teil mehr Wasser als vor zwei Jahren.

## Betroffene Gebiete
Besonders schwer getroffen wurde das Baselbieter Laufental. Die hochgehende Birs überflutete flussnahe Gebiete, u. a. eine Badeanstalt, einen Campingplatz und die Autobahn H18. Besonders schwer traf es den Bezirkshauptort Laufen. Dessen historische Altstadt wurde bis zwei Meter unter Wasser gesetzt. Strom und Gas wurden für mehrere Tage abgestellt. Zeitweise mussten die Birsbrücken auf einer Länge von über 30 km gesperrt werden. Ebenfalls geflutet wurden im Leimental die Ortskerne von Therwil und Biel-Benken. Im Baselbiet traten zudem ebenfalls die Ergolz und Frenke über die Ufer, verursachten aber weniger Schäden. 
In Basel fehlten wenige Zentimeter bis zur Überflutung von Kleinbasel durch den Rhein. Allerdings wurde allgemeiner Sirenenalarm ausgelöst, da ein Wehrbruch am Oberlauf der Birs, die in Basel in den Rhein mündet, befürchtet wurde.
In der Region Huttwil traten nach heftigen Regenfällen die Langete und weitere Gewässer über die Ufer und richteten zum Teil grosse Schäden an.
In Eriswil wurde eine Rentnerin in ihrem Haus von den Fluten überrascht und kam ums Leben. In Huttwil kam ein Ehepaar ums Leben, als es von der Langete mitgerissen wurde.

### Weitere Schadensgebiete
- In Roche VD überflutete der Dorfbach den Ort, wobei er sehr viel Geschiebe im Ort ablagerte.
- In Bern überflutete die Aare das Mattequartier.
- In Littau und Emmenbrücke überflutete die Kleine Emme diverse Quartiere, vorgängig wurde Sirenenalarm ausgelöst.
- Nach einem Dammbruch am Klingnauer Stausee und Sirenenalarm wurden Döttingen und Kleindöttingen überflutet.
- In Olten und Aarau überflutete die Aare diverse Quartiere, in Olten fiel der Strom aus.
- Die Bahnlinie Bern-Freiburg wurde unterspült und für eine Woche gesperrt.
- Diverse Seen, so u. a. der Sarnersee, Brienzersee, Thunersee und Bielersee erreichten die Schadensmarken.
- Lyss wurde im 2007 gleich drei Mal durch den Lyssbach überflutet.
- In Affoltern am Albis konnte eine Katastrophe nur durch das wenige Monate vorher fertiggestellte Hochwasserrückhaltebecken Jonenbach verhindert werden.